# Drents Museum w Assen

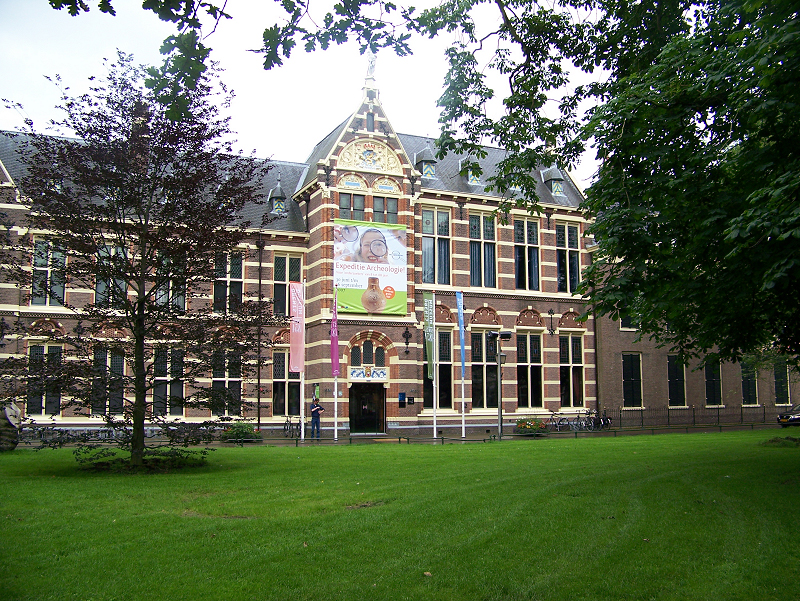
Elewacja Drents Museum w Assen

Drents Museum w Assen – muzeum holenderskiej prowincji Drenthe zlokalizowane w jej stolicy – Assen.

## Historia
Drents Museum powstało w 1854, jako instytucja pokazująca obiekty związane z historią prowincji. Szczególnie istotną część ekspozycji stanowiły zabytki archeologiczne, których sporo znajdowano w tamtych czasach na terenie regionu. Z czasem zbiór muzeum stał się jednym z najwartościowszych w Holandii w kategorii prehistorii. Znajduje się tu m.in. słynna Yde Girl – zmumifikowana rytualna ofiara, znaleziona w bagnach, nieopodal holenderskiego Yde.
W latach 70. XX w. władze prowincji przekazały dla muzeum nowy gmach o pokaźnej powierzchni wystawienniczej. W związku z tym placówka mogła pokusić się o próbę stworzenia kolekcji sztuki. W tym celu muzeum podjęło współpracę z fundacją Stuchting Schone Kunsten rond 1900 (Fundacja Sztuk Pięknych około roku 1900), którą w 1964 powołali w Apeldoorn potomkowie artystów holenderskich, tworzących na przełomie XIX i XX w. Fundacja udostępniła swe zbiory muzeum i w 1977 zaprezentowano ekspozycję Sztuka około roku 1900. W 1983 kolekcja ta przeszła na własność Drents Museum, stając się trzonem zbiorów artystycznych placówki.

## Stan obecny
Obecnie na zbiory składają się: malarstwo, rzeźba, rysunek, grafika, plakaty, druki reklamowe, książki ilustrowane, tapety, meble, szkło i ceramika. Ogółem w 1998 było to 35.000 eksponatów. Kolekcja obejmuje okres od lat 80. XIX w. (np. Jan Toorop, Isaac Israels, Georg Breitner) poprzez wczesne prace Pieta Mondriana, aż po 20-lecie międzywojenne. Muzeum wypożycza też obiekty z innych muzeów holenderskich na wystawy czasowe lub w długoterminowe depozyty.

## Wystawa w Poznaniu
W 1998 w Muzeum Narodowym w Poznaniu odbyła się wystawa czasowa pt. Ku nowej formie – sztuka holenderska 1885-1935 – ze zbiorów Drents Museum w Assen. Zaprezentowano na niej m.in. prace Pieta Mondriana, ceramikę z Delftu i inne eksponaty placówki.

## Kradzież eksponatów z muzeum w I 2025
Po godzinie 3 rano 25 stycznia 2025 grupa złodziei wysadziła drzwi wejściowe i udała się na ekspozycję poświęconą zabytkom dackim wypożyczonym z Muzeum Historii Rumunii w Bukareszcie. Ukradli 4 złote wyroby: bogato zdobiony hełm Coțofenești datowany na ok. 450 r. p.n.e. i trzy bransolety z królewskiego skarbca z ok. 50 r. p.n.e. Wszystkie znalezione w Rumunii. Następnie oddalili się ze skradzionymi przedmiotami. Muzeum zostało zamknięte do końca stycznia tego roku. W następnych tygodniach policja holenderska aresztowała kilku podejrzanych, ale zabytków nie odzyskano. 